# Iridomyrmex obsidianus
Iridomyrmex obsidianus är en myrart som beskrevs av Carlo Emery 1914. Iridomyrmex obsidianus ingår i släktet Iridomyrmex och familjen myror. Inga underarter finns listade i Catalogue of Life.